# Ime antropos ki ego
Ime antropos ki ego (gr. Είμαι άνθρωπος κι εγώ, Είμαι άνθρωπος κι εγώ) – utwór cypryjskiej wokalistki Evridiki napisany przez Jeorjosa Teofanusa, nagrany w 1994 roku i umieszczony na czwartej płycie studyjnej artystki zatytułowanej Ftinoporo jinekas.
Utwór reprezentował Cypr podczas 39. Konkursu Piosenki Eurowizji w 1994 roku, wygrywając w marcu finał krajowych eliminacji z wynikiem 103 punktów w głosowaniu jurorskim. W finale konkursu organizowanego 30 kwietnia w Dublinie piosenka zajęła ostatecznie 11. miejsce, zdobywając łącznie 51 punktów, w tym maksymalną notę 12 punktów od jurorów z Grecji. Podczas występu reprezentantki orkiestrą dyrygował Teofanus, natomiast w chórkach wystąpiło pięciu wykonawców: Kiriakos Zimbulakis, Charis Chalkitis, Ewa Tselidu, Demos van Beke i Joanna Barrington.
Oprócz greckojęzycznej wersji singla wokalistka nagrała piosenkę w języku francuskim („Fenêtre sur cour”), do której tekst napisała Sarah Levy.